# كفار حسيديم
كفار حسيديم أليف
( بالعبرية : (כפר חסידים)

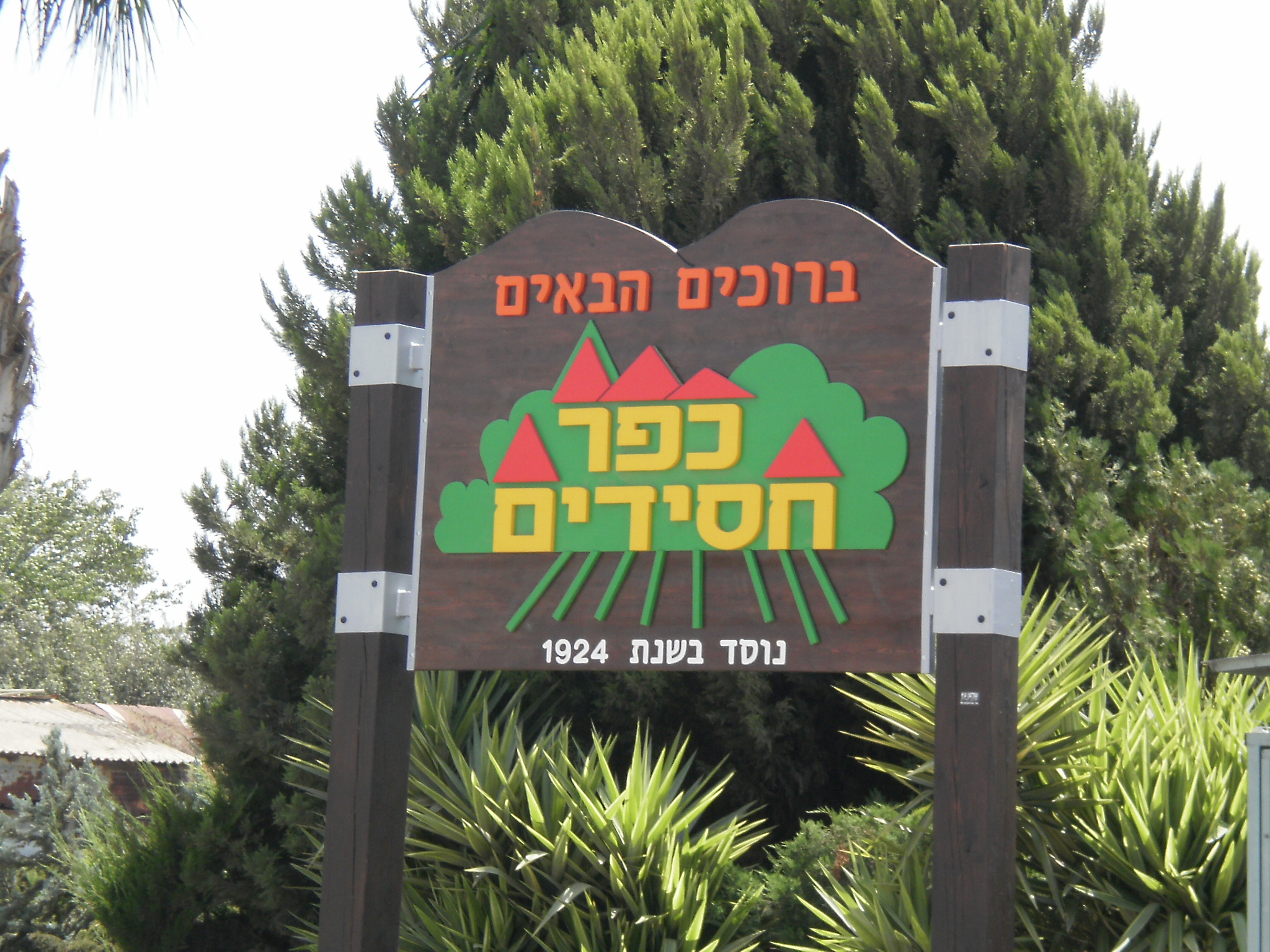
مدخل كفار حسيديم

تقع بالقرب من كريات آتا ، وتقع ضمن نطاق اختصاص المجلس الإقليمي زفولون .
في 2022 بلغ عدد سكانها 840.

## تاريخ

### قرية حرباج من العصر العثماني
في العهد العثماني كانت هناك قرية مسلمة تسمى حرباج في هذا المكان.
وفي عام 1162هـ (1748م) تم تحصينها على يد ظاهر العمر ، ولا تزال آثار السور موجودة حتى أواخر القرن التاسع عشر. ظهرت القرية باسم الحرشية على الخريطة التي جمعها بيير جاكوتين في عام 1799.
في عام 1875 ، وجد فيكتور غيران هنا حوالي 30 منزلا مأهولا. في وسط القرية كان هناك بئر كبير مملوء جزئيا.
في عام 1881 ، وصف مسح فلسطين الغربي التابع لصندوق استكشاف فلسطين الحرباج بأنها "قرية صغيرة من الطوب اللبن ، على السهل ، مع بئر في الشمال والزيتون في الشرق".
أظهرت قائمة سكانية من حوالي عام 1887 أن الحرباج كان يبلغ عدد سكانها حوالي 75 نسمة. جميعهم مسلمين.

### فترة الانتداب البريطاني

#### قرية حرباج
في تعداد فلسطين لعام 1922م الذي أجرته سلطات الانتداب البريطاني ، كان عدد سكان حرباج 177 نسمة، جميعهم مسلمون.

#### كفار حسيديم ونهاية حرباج
تأسست كفار حسيديم في عام 1924 من قبل مجموعتين من المهاجرين البولنديين الحسيديين من الهوية الرابعة ، أتباع الحاخام يحزقيل تاوب والحاخام إسرائيل هوفشتاين ، حاخامات يابونو وكوزينيس.
اشتروا أرضا شرق خليج حيفا بمساعدة الحاخام يشياهو شابيرا من هبوعيل حميزراخي وأسسوا نحلات يعقوب وعفودات يسرائيل،والتي اندمجت فيما بعد في كفار حسيديم.
في عام 1925، اشترت جمعية الاستعمار اليهودي في فلسطين 70 فدانًا في حرباج من ألكسندر سرسق، كجزء من سلسلة أكبر من عمليات شراء الأراضي من عائلة سرسق في بيروت .
في ذلك الوقت، كان هناك 50 عائلة تعيش هناك.
ابتداءً من عام 1931، وعلى مدى عدة سنوات، كافحت الوكالة اليهودية لطرد المزارعين المستأجرين من حرباج، من الأرض التي أصبحت فيما بعد كفار حسيديم.
في تعداد عام 1931 ، بلغ عدد سكان كفار حسيديم 420 نسمة، جميعهم يهود، في إجمالي 104 منزلًا.
وبحلول إحصائيات عام 1945 ، بلغ عدد سكان كفار حسيديم 980 نسمة، جميعهم يهود.

وفي عام 1935، زار مخولي تل حربج نيابة عن دائرة الآثار . وأشار إلى أن "جزءًا من الجدار الخارجي في الجزء الشرقي العلوي من الموقع قد تم هدمه وتم نقل جميع الحجارة منه".

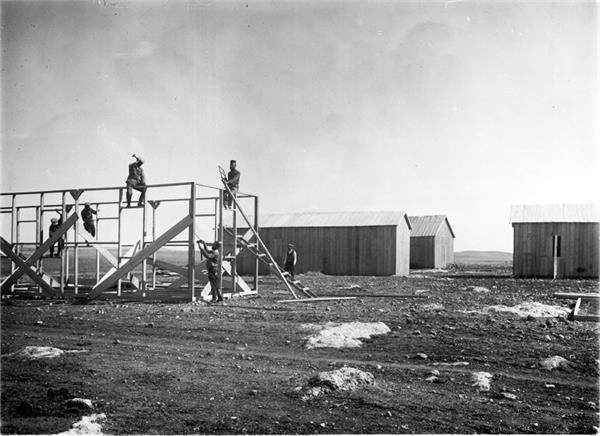
أول منازل كفار حسيديم عام 1925م
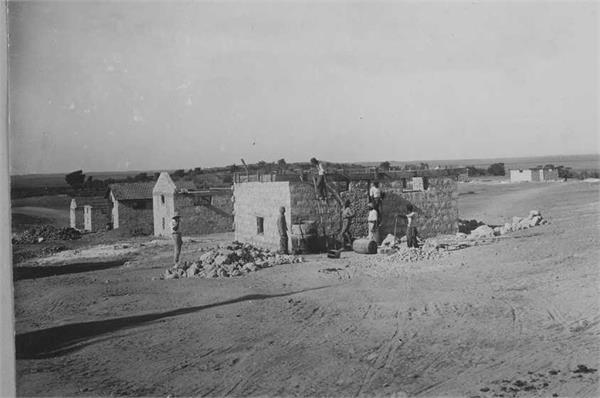
كفار حسيديم 1925م
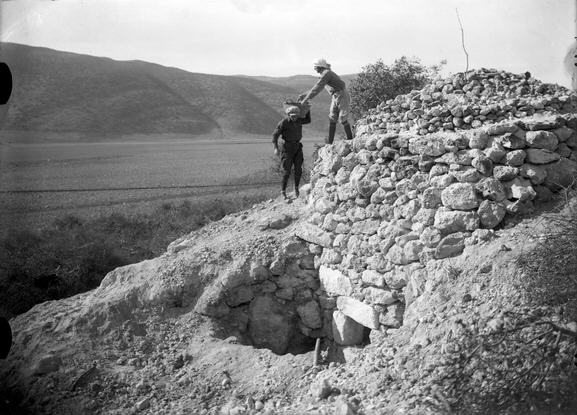
فرن الجير كفار حسيديم 1925م
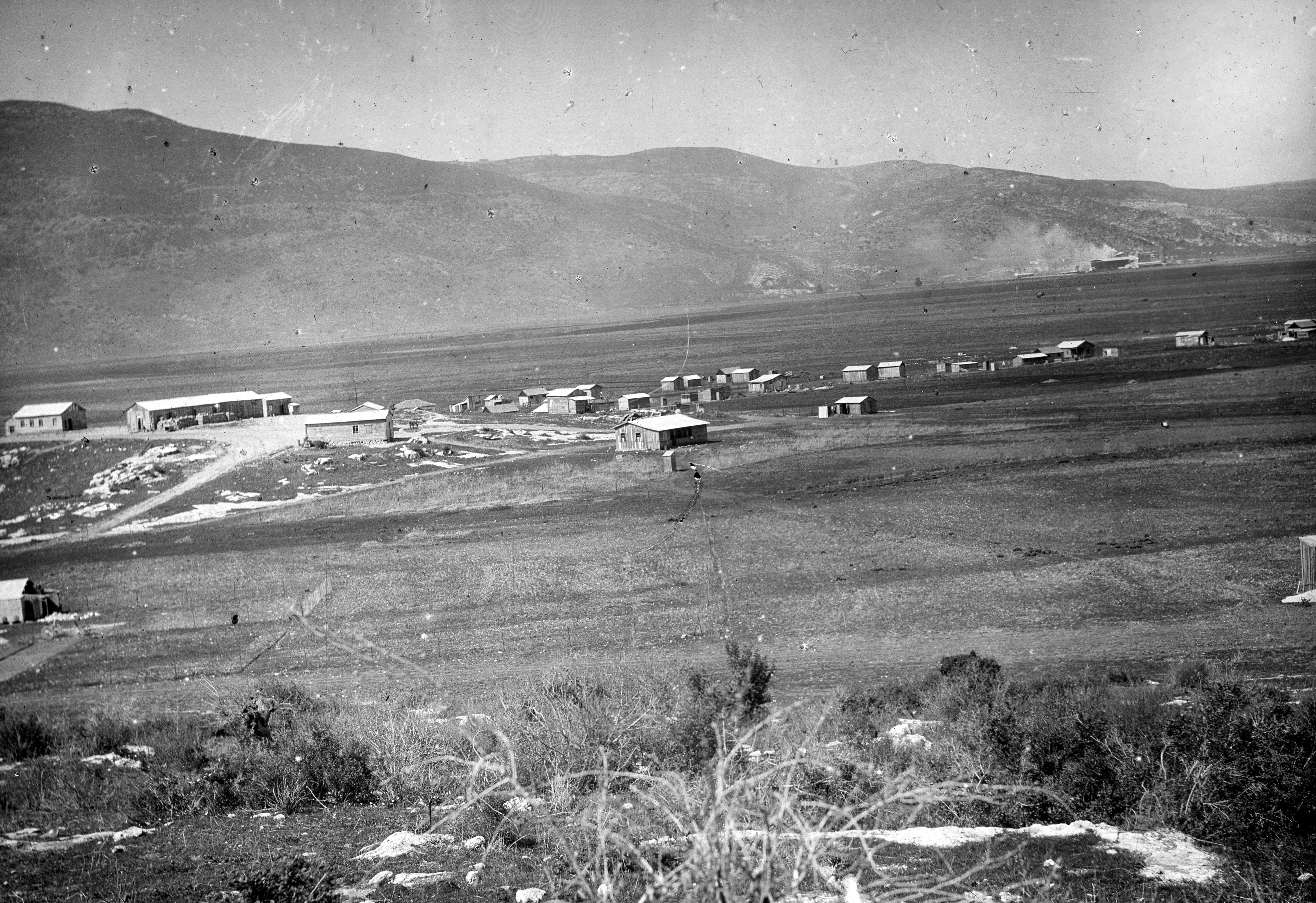
نحلات يعقوب، 1926
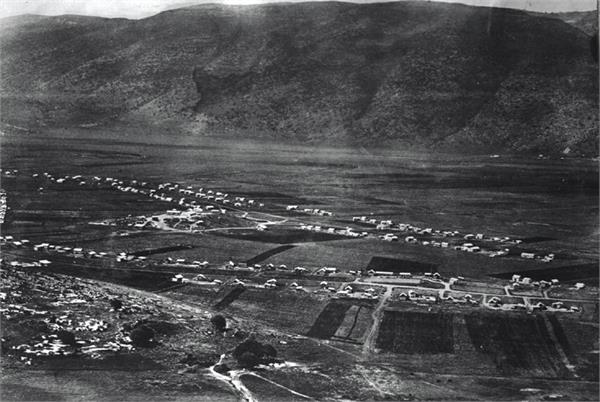
كفار حسيديم 1929م
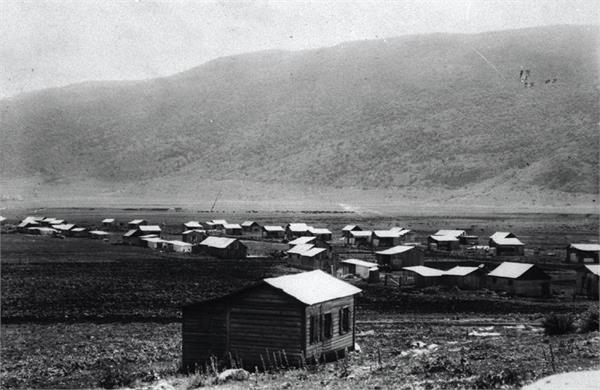
كفار حسيديم 1930م
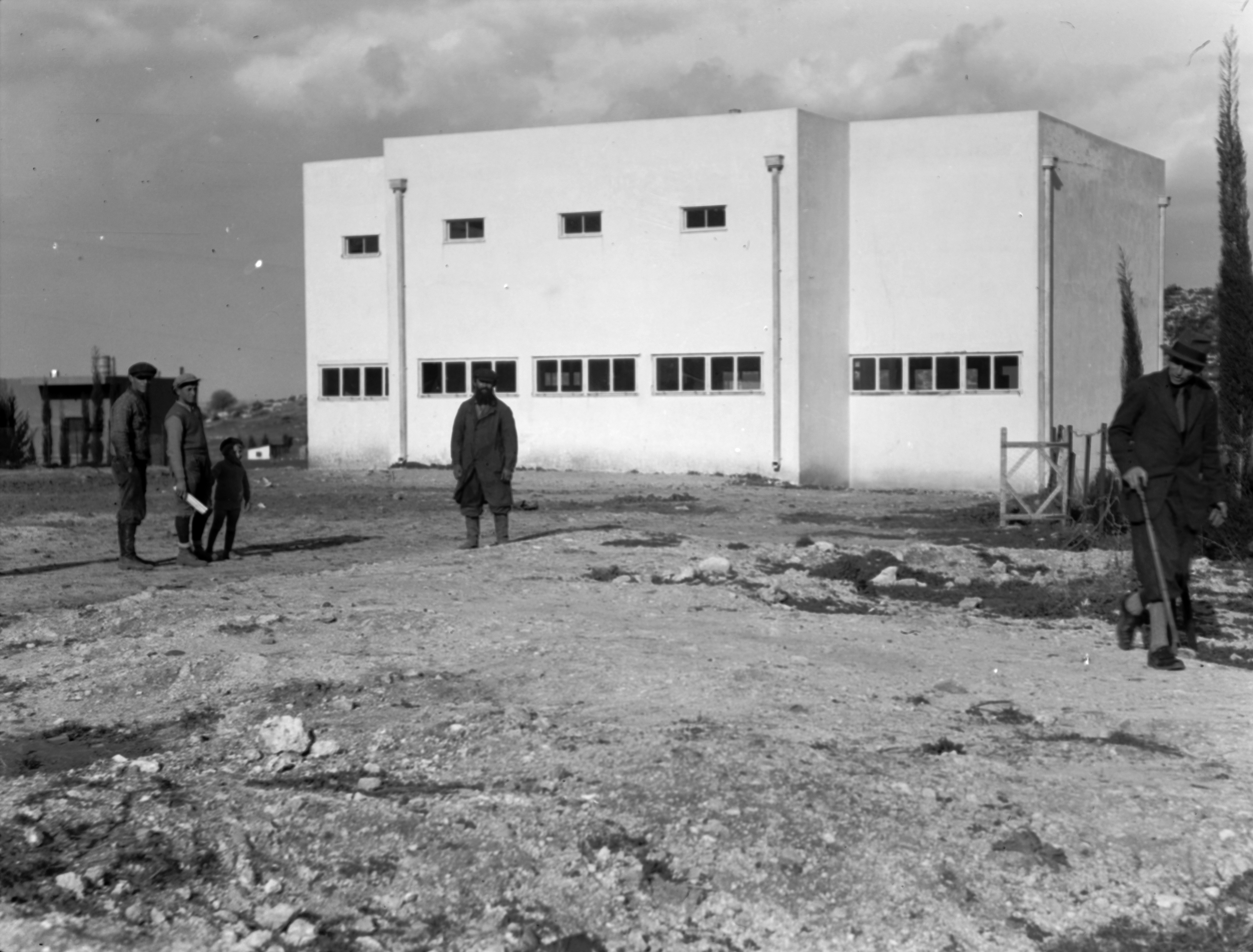
كنيس كفار حسيديم، 1934م-1939م
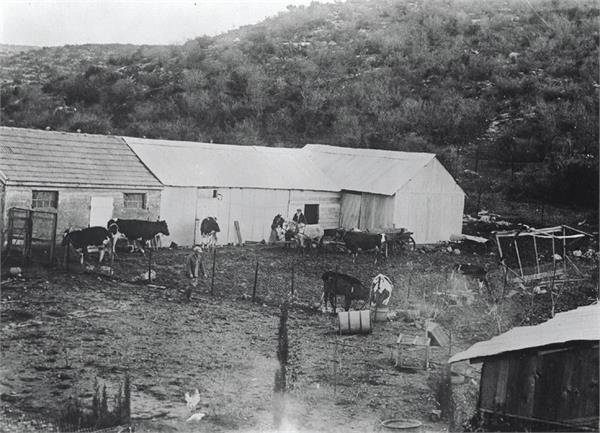
كفار حسيديم 1937م

### دولة إسرائيل
في عام 1950م، تم إنشاء بيت كفار حسيديم على مقربة من قبل سكان كفار حسيديم غير الزراعيين.
تقع قرية كفار هانوار هاداتي للشباب، التي تأسست عام 1937م، بجوار الموشاف.
يتيش تيتي أيناو ، وهي يهودية إثيوبية فازت بلقب ملكة جمال إسرائيل في عام 2013، كانت خريجة المدرسة.
يعد مركز استيعاب المهاجرين في كفار حسيديم المحطة الأولى لأعضاء مجتمع بني منشيه من شمال شرق الهند الذين يستقرون في إسرائيل.

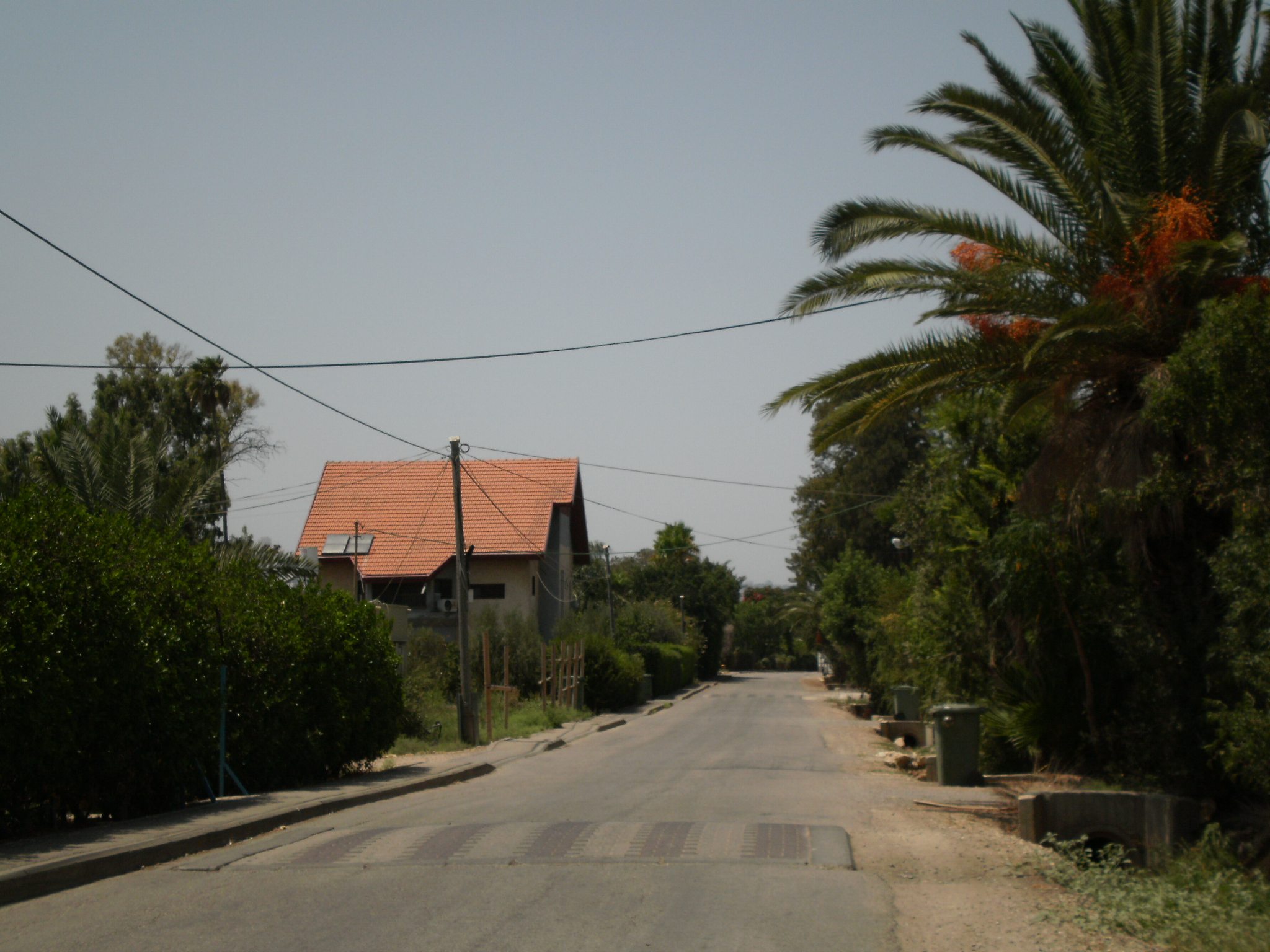
شارع في كفار حسيديم

## السكان البارزين
شلومو غورين ، رئيس الحاخامية العسكرية في قوات الدفاع الإسرائيلية في المستقبل والحاخامي الأكبر الأشكناز في إسرائيل من عام 1973م إلى عام 1983م، نشأ في كفار حسيديم، التي ساعد والده في تأسيسها.

## فهرس
Avneri، Arieh L. The Claim of Dispossession: Jewish Land-settlement and the Arabs, 1878-1948. Transaction Publishers. ISBN:0-87855-964-7. مؤرشف من الأصل في 2024-11-29.
Barron, J.B.، المحرر (1923). Palestine: Report and General Abstracts of the Census of 1922. Government of Palestine.
Conder، C.R.؛ Kitchener، H.H. (1882). The Survey of Western Palestine: Memoirs of the Topography, Orography, Hydrography, and Archaeology. London: Committee of the Palestine Exploration Fund. ج. 2.
Department of Statistics (1945). Village Statistics, April, 1945. Government of Palestine. مؤرشف من الأصل في 2025-02-02.
Guérin, V. (1880). Village Statistics of 1945: A Classification of Land and Area ownership in Palestine (بالفرنسية). Paris: L'Imprimerie Nationale. Vol. 3: Galilee, pt. 1.
Karmon, Y. (1960). "An Analysis of Jacotin's Map of Palestine" (PDF). Israel Exploration Journal. ج. 10 ع. 3, 4: 155–173, 244–253. مؤرشف من الأصل (PDF) في 2018-09-05. اطلع عليه بتاريخ 2015-11-16.
Mills, E.، المحرر (1932). Census of Palestine 1931. Population of Villages, Towns and Administrative Areas. Jerusalem: Government of Palestine.
Palmer، E.H. (1881). The Survey of Western Palestine: Arabic and English Name Lists Collected During the Survey by Lieutenants Conder and Kitchener, R. E. Transliterated and Explained by E.H. Palmer. Committee of the Palestine Exploration Fund.
Petersen، Andrew (2001). A Gazetteer of Buildings in Muslim Palestine (British Academy Monographs in Archaeology). دار نشر جامعة أكسفورد. ج. I. ISBN:978-0-19-727011-0. مؤرشف من الأصل في 2024-07-11.
Schumacher، G. (1888). "Population list of the Liwa of Akka". Quarterly Statement - Palestine Exploration Fund. ج. 20: 169–191.

## روابط خارجية
- مسح غرب فلسطين، الخريطة رقم 5: سلطة الآثار الإسرائيلية ، ويكيميديا كومنز

قالب:Zevulun Regional Council